# Vereniging voor Ontwikkeling en Emancipatie van Moslims
De Vereniging voor Ontwikkeling en Emancipatie van Moslims (kortweg VOEM) is een Belgische etnisch-culturele koepelorganisatie van ongeveer 70 verenigingen. VOEM werd opgericht in 1996, voorheen was de naam 'Vereniging voor Islamleerkrachten Vlaanderen'.
VOEM ijvert voor gelijke kansen in onderwijs en op de arbeidsmarkt, gelijke kansen op sociale woningen en vrijheid van religiebeleving. De vereniging veroordeelt moslimextremisme en het bedreigen van publieke figuren. BOEM ijvert ervoor een Belgische imam-opleiding op te starten, omdat momenteel imams uit andere landen, die niet altijd voeling hebben met de Belgische maatschappij, moeten worden aangetrokken.
In samenwerking met de stad Antwerpen loopt sinds 2010 een project omtrent Maghrebijnse slachtoffers van intrafamiliaal geweld.
In het kader van de interlevensbeschouwelijke dialoog was VOEM in 2014 aanwezig op de 11-novemberviering ter herdenking van de Eerste Wereldoorlog.  Dierenrechtenorganisatie GAIA werd dan weer uitgenodigd op een persconferentie omtrent het ritueel slachten van dieren.

## Emancipatieprijs
VOEM reikt jaarlijks een prijs uit aan personen of organisaties die zich bijzonder hebben ingespannen om emancipatie te bevorderen en allochtone en autochtone Vlamingen of moslims en niet-moslims, dichter bij elkaar te brengen.
Winnaars:
- 2006: Pascale Nicolas, Studentfocus en Brussels Gekleurd (Brussel)
- 2007: Olivia Rutazibwa - Vredescentrum van de Provincie en Stad Antwerpen en Gemeenschapscentrum De Rinck
- 2008: KAV Kleurrijk en Cross Mundos
- 2009: Kif Kif en Dany Neudt, Al Minara vzw, vzw Adrenaline en Zeynep Göktepe
- 2010: De stichting Communicatie In Beeld (CIB), Moskee Al-Buraq en Intercultural Dialogue Platform
- 2011: Hoger Instituut voor Gezinswetenschappen en Ambrosia’s Tafel
- 2012: Marino Keulen en de Dienst Diversiteit van de stad Turnhout
- 2013: Mustafa Harraq (bijblijfconsulent) en An Niyaa Interculturele vereniging
- 2014: Bleri Lleshi en DieGem
- 2015: Fris Gemixt